# خانه ابوالحسن خان
خانه ابوالحسن خان مربوط به دوره قاجار است و در شهرستان انار، زیر محله باغ بالا واقع شده و این اثر در تاریخ ۲۴ اسفند ۱۳۸۳ با شمارهٔ ثبت ۱۱۶۱۶ به‌عنوان یکی از آثار ملی ایران به ثبت رسیده است.